# Studio Braun

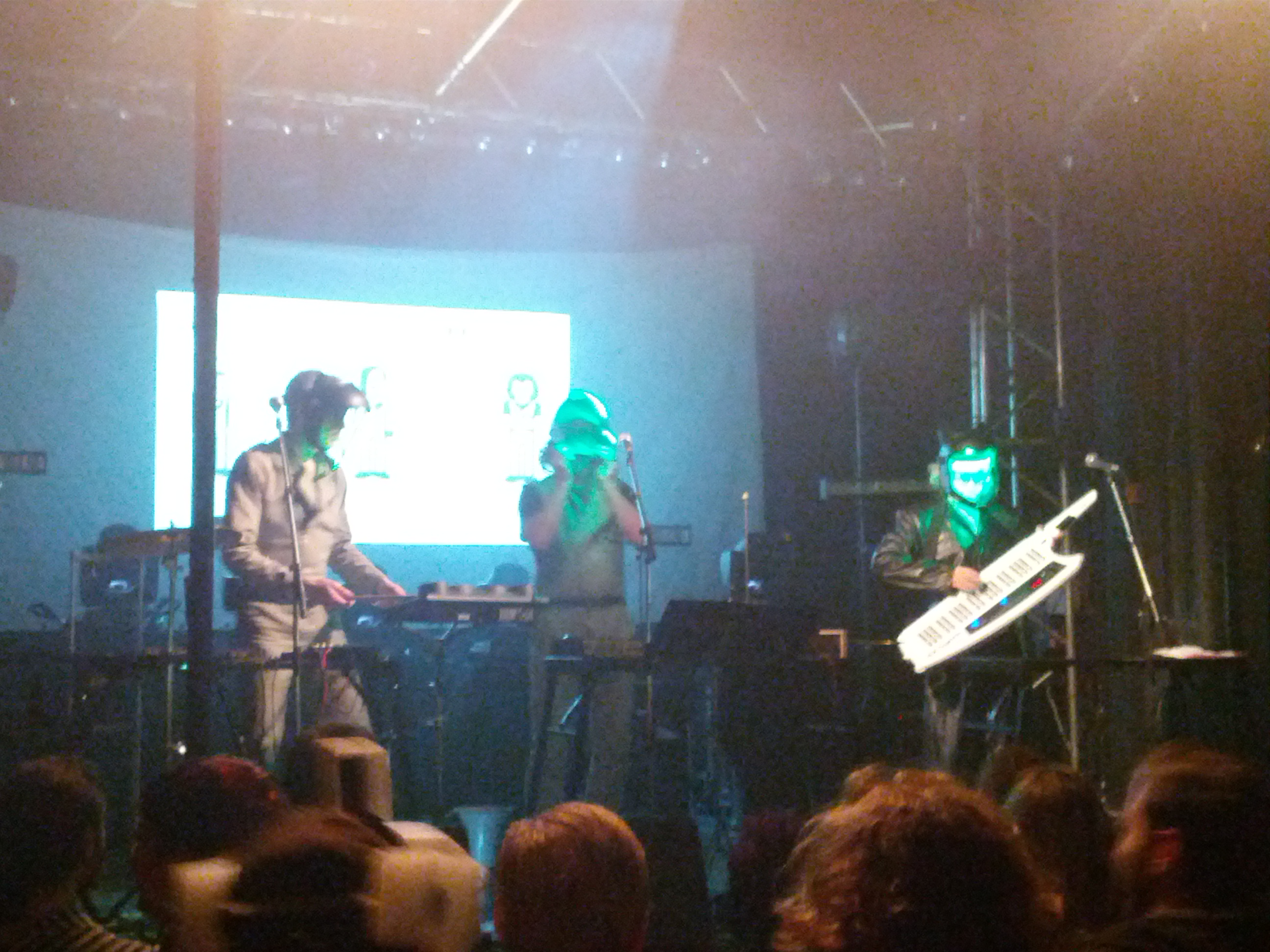
Studio Braun als Fraktus live im Beatpol in Dresden (2013)

Studio Braun ist ein Ende der 1990er Jahre gegründetes Trio aus Hamburg, das für seine Telefonstreiche bekannt wurde. Es besteht aus Heinz Strunk (bürgerlich Mathias Halfpape), Rocko Schamoni (Tobias Albrecht) und Jacques Palminger (Heiner Ebber). Seit 2007 tritt das Trio als Band Fraktus auf. Seit den 2010er-Jahren führen Studio Braun Theaterregie.

## Geschichte

### Studio Braun
Die Gruppe geht auf eine Idee eines Managers des Plattenlabels Mercury Records zurück. Es sollte eine deutsche Version des amerikanischen Telefonscherz-Duos The Jerky Boys entstehen. Als ihr Vorbild nennen die drei Mitglieder den Graphiker und Satiriker Heino Jaeger. Der erste Name der Gruppe lautete Studio Bach. Die erste Studio-Braun-CD Gespräche erschien 1998, noch mit Matthias Strzoda. Auf mehreren CDs veröffentlichten sie Telefonstreiche, Musik („depressiver Sprechgesang“) und Texte. Die Namen der Angerufenen sind häufig unkenntlich gemacht und die Gespräche nachträglich geschnitten.
Studio Braun absolvierten mehrere Tourneen. 2007 veröffentlichen sie die DVD 20.000 Jahre Studio Braun. Ein Jubiläum feiert Geburtstag. 2010 wurde im Hamburger Deutschen Schauspielhaus ihr Stück Rust – Ein deutscher Messias über Mathias Rust uraufgeführt.

### Fraktus
In den 2000er Jahren entwickelten Studio Braun die fiktive Technogruppe Fraktus. 2006 veröffentlichte Schamoni unter dem Namen Fraktus die Single Affe sucht Liebe, 2007 trat das Trio unter dem Namen Fraktus auf dem Melt-Festival auf. Am 8. November 2012 erschien die Mockumentary Fraktus – Das letzte Kapitel der Musikgeschichte über die fiktive Electropop-Band Fraktus, die darin als Pioniere des deutschen Techno dargestellt wird.
2014 trat Fraktus in der 38. Folge Tod eines Roadies in der Eifelkrimi-Serie Mord mit Aussicht auf. In dieser Episode steht die Band im Mittelpunkt, denn Fraktus-Roadie Gonzo wird ermordet. Das Drehbuch schrieben Fraktus-Regisseur Jessen, der auch Regie führt, sowie Benjamin Hessler. In Folge 53 der Computerspiele-Sendung Reload vom 2. Dezember 2014 haben Fraktus ebenso einen Gastauftritt: Torsten Bage tritt als Produzent und Mastermind des Nachfolgers des fiktiven Computerspiele-Klassikers Smirkeys Dopehouse in Erscheinung. In der Sendung des Neo Magazin Royale vom 10. Dezember 2015 warb Jan Böhmermann für das neueste Album von Fraktus Welcome to the internet, und die Gruppe trat zum Sendungsende als musikalischer Gast auf.
Eine unter dem Titel Fraktus Against America geplante Serie, die bei Sky ausgestrahlt werden sollte, wurde laut Strunk nach der Produktion eines Piloten bisher nicht realisiert.

## Pseudonyme
- Heinz Strunk: Jürgen Dose, Jürgen Gabler, Strunker, Heinzer, Bernd Schwanenmeister, Bernd Würmer, Frau Marmelbeene, Frau Hotz, Eckhardt Gundel
- Rocko Schamoni: Bims Brohm, Bernd Peterchen, Bernd Pöhler, Mike Strecker, Malte Börenboim oder Birrenboim, Harry Töppel, Georgie Snyder, Samuel Lightwood, 14 Euro
- Jacques Palminger: Hans Fuchs, Kloben Sund, Kurt Sartorius, Ferdi Binger, Claudius Cornelius, Mertahens, Silvio Strecker, Sebastian Salzgeber, Bernie Thiel, Bernd Wand, Adelheid Strelicks, Benedetto Nietnagel

## Diskographie

### Studio Braun
- Gespräche (1998)
- Gespräche 2 (2000)
- Jeans Gags (2000)
- 1:1:0 am Millerntor – FC St. Pauli – TSC Studio Braun (2001)
- Fear of a Gag Planet (2002)
- Ein Kessel Braunes (2004)
- Bierchen (7″-Single, 2005)
- Die andere Realität (7″-Single, 2005)
- Braunes Gold (2012)

### Fraktus
- Studio Braun präsentiert: Fraktus – Millennium Edition (Album, 2012, Staatsakt)
- Welcome to the Internet (2015)
- Optische Täuschung (Fraktus II) (2016)

## Buch
- Gereon Klug / Studio Braun: Drei Farben Braun. Das Studio Braun Buch, Berlin: Schwarzkopf & Schwarzkopf, 2016, ISBN 978-3-86265-582-3